# Coccotremataceae
Coccotremataceae är en familj av lavar. Coccotremataceae ingår i ordningen Pertusariales, klassen Lecanoromycetes, divisionen sporsäcksvampar och riket svampar.
|                  | Pertusariaceae               |
|                  |                              |
|                  | Ochrolechiaceae              |
|                  |                              |
|                  | Megasporaceae                |
|                  |                              |
|                  | Icmadophilaceae              |
|                  |                              |
| Coccotremataceae | \| \| Coccotrema \| \| \| \| |
|                  | \| \| Coccotrema \| \| \| \| |
|                  | Coccotrema                   |
|                  |                              |

|  | Coccotrema |
|  |            |